# Mairie d'Yeongdeungpo-gu (métro de Séoul)
Mairie d’Yeongdeungpo-gu (en coréen : 영등포구청역 et officiellement en anglais : Yeongdeungpo-gu Office) est une station de correspondance entre la ligne 2 et la ligne 5 du métro de Séoul. Elle est située à Dangsan-dong 3-ga, dans l'arrondissement Yeongdeungpo-gu, à Séoul en Corée du Sud.
Ouverte en 1984 et devenue station de correspondance en 1996, Mairie d'Yeongdeungpo-gu est desservie par les rames omnibus de la ligne 2 et de la ligne 5.

## Situation sur le réseau

Plan du réseau (2023)

Établie en souterrain, la station de correspondance Mairie d'Yeongdeungpo-gu est située : sur la ligne principale circulaire de la ligne 2 du métro de Séoul, entre la station Mullae, en direction de Hôtel de Ville, rotation dans le sens des aiguilles d'une montre sur la section circulaire, et la station Dangsan, en direction de Hôtel de Ville, rotation dans le sens inverse des aiguilles d'une montre sur la section circulaire ; elle est également située sur la ligne 7 du métro de Séoul, entre la station Yangpyeong, en direction du terminus ouest Yangpyeong, et la station Marché d'Yeongdeungpo, en direction du terminus est Hanam Geomdansan, ou du terminus de branche sud-est Macheon.

## Histoire
La station Mairie d'Yeongdeungpo-gu de la ligne 2 du métro de Séoul est mise en service le 22 mai 1984. Elle devient une station de correspondance le 12 février 1996, lors de l'ouverture de la statin de la ligne 2 du métro de Séoul.

## Services aux voyageurs

### Accès et accueil
Établie à Dangsan-dong 3-ga, la station dispose de six accès, numérotés de 1 à 6. Des escaliers, escaliers mécaniques et ascenseurs permettent les circulations piétonnes entre les différents niveaux. Elle est notamment équipée d'automates pour l'achat de titres de transport. Les quais de la station sont équipés de portes palières.

### Desserte

#### Station ligne 2
Mairie d'Yeongdeungpo-gu est desservie par les rames omnibus qui circulent sur la ligne 2.

Installations
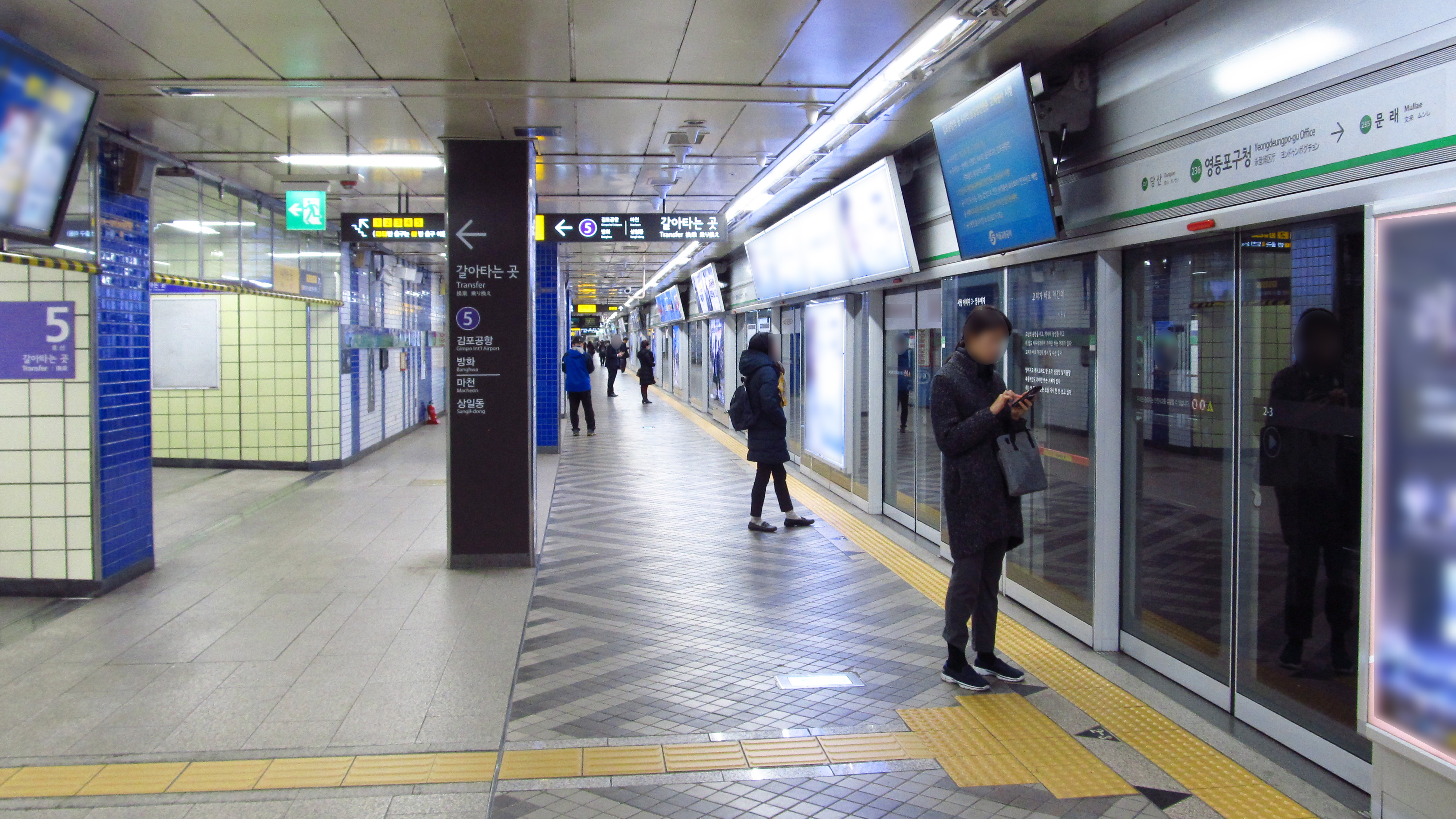
En 2018.
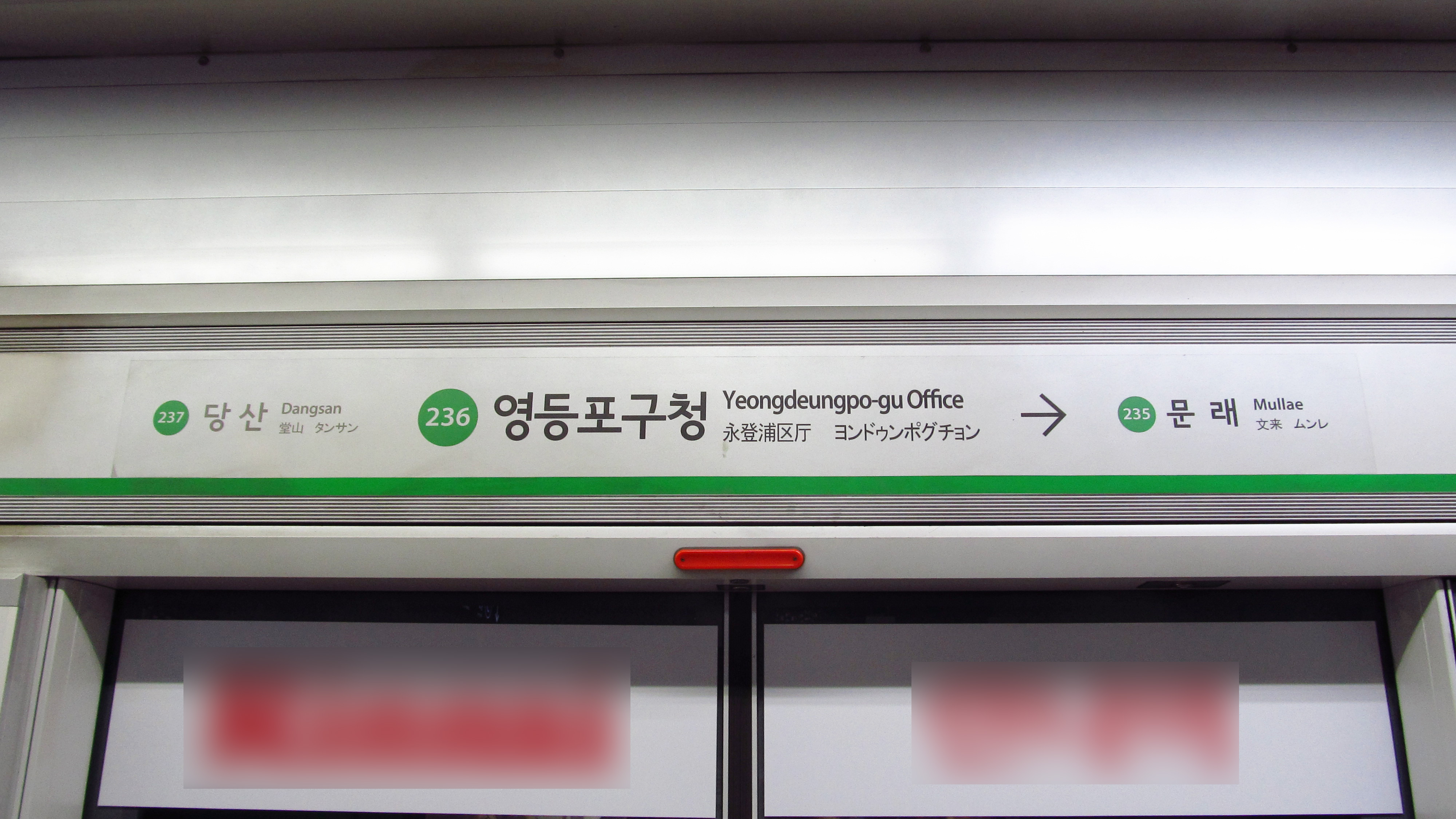
En 2018.
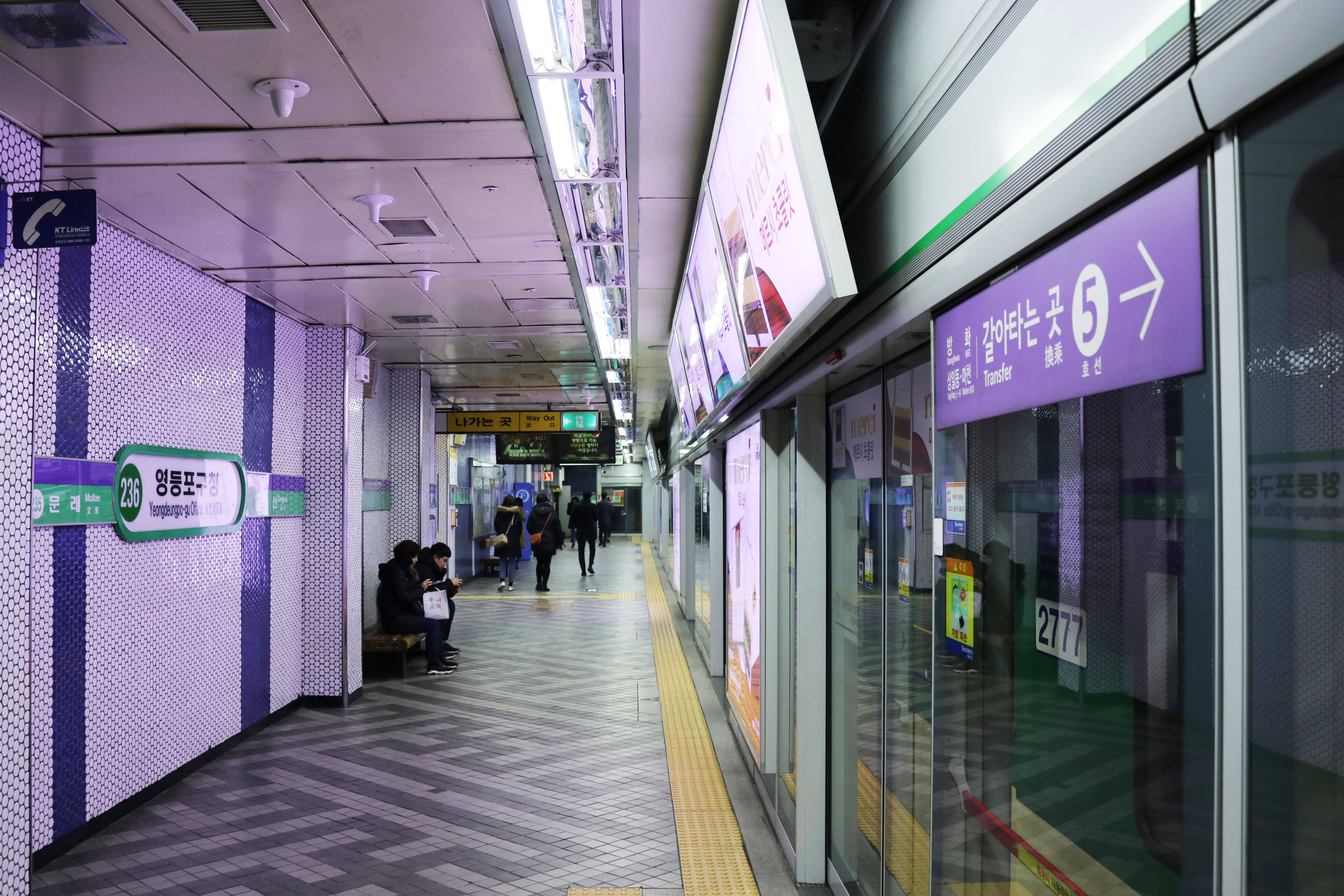
En 2018.

#### Station ligne 5
Mairie d'Yeongdeungpo-gu est desservie par les rames omnibus qui circulent sur la ligne 5, section principale et branche de Macheon.

Installations
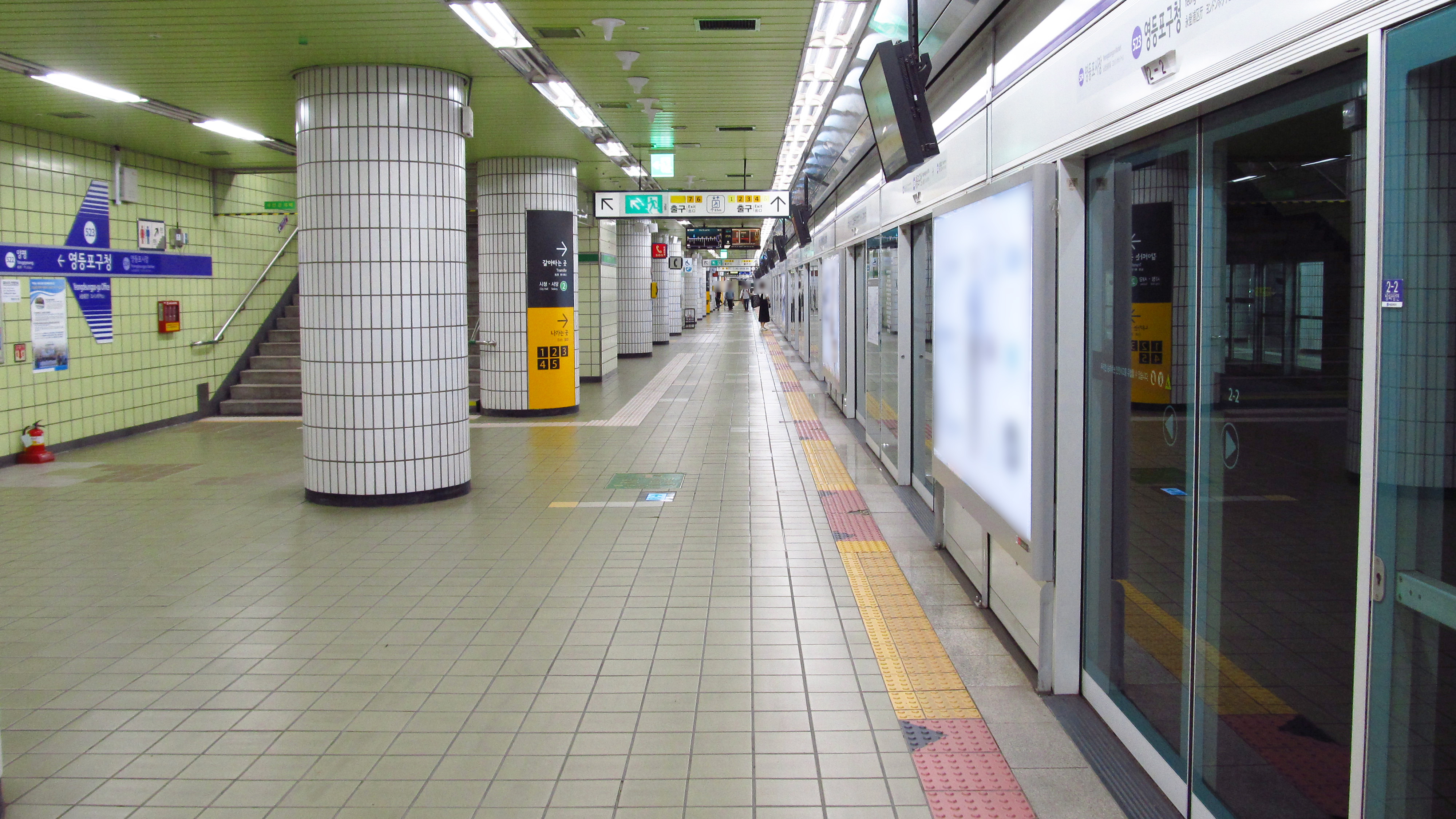
En 2018.
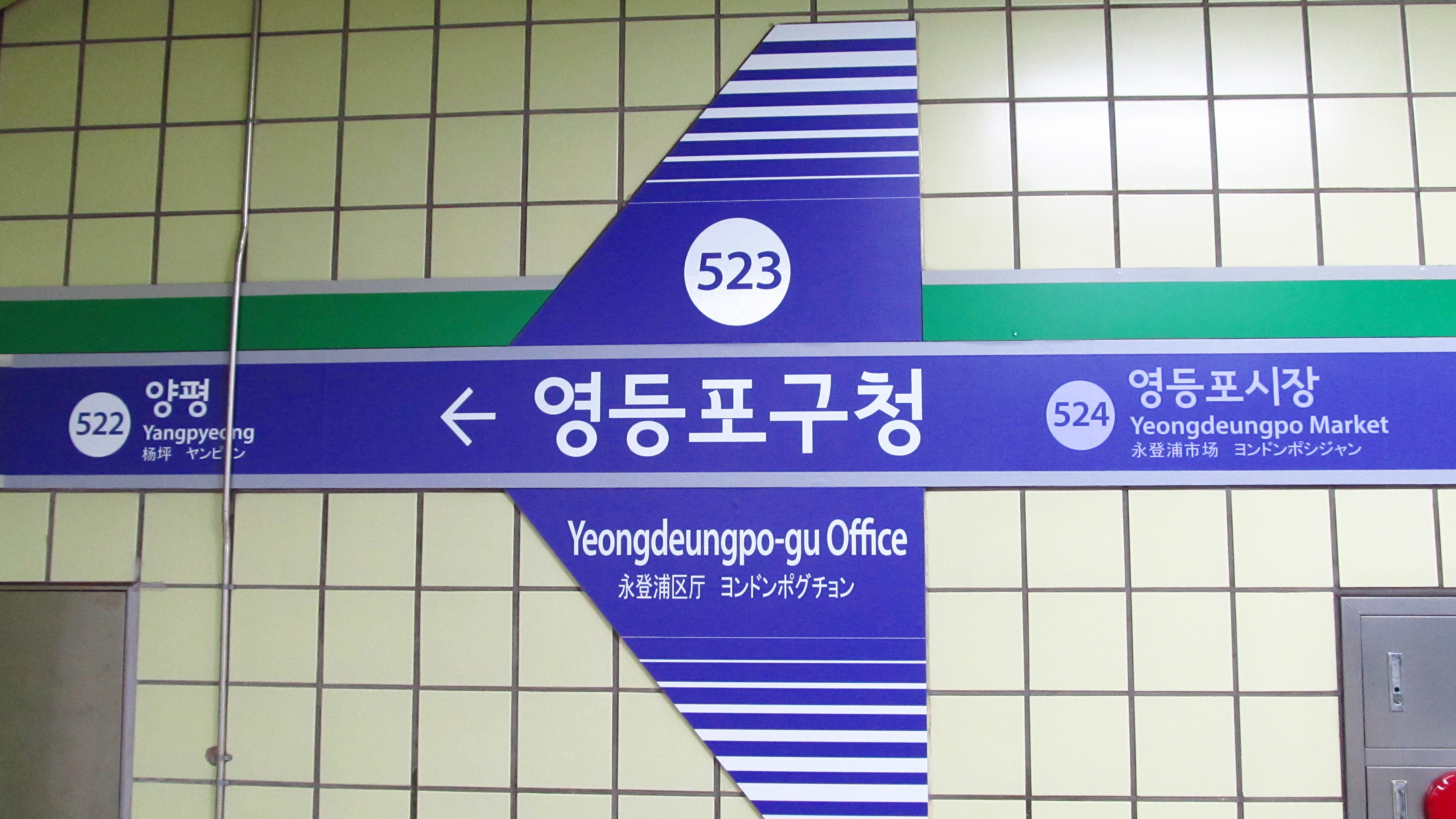
En 2018.
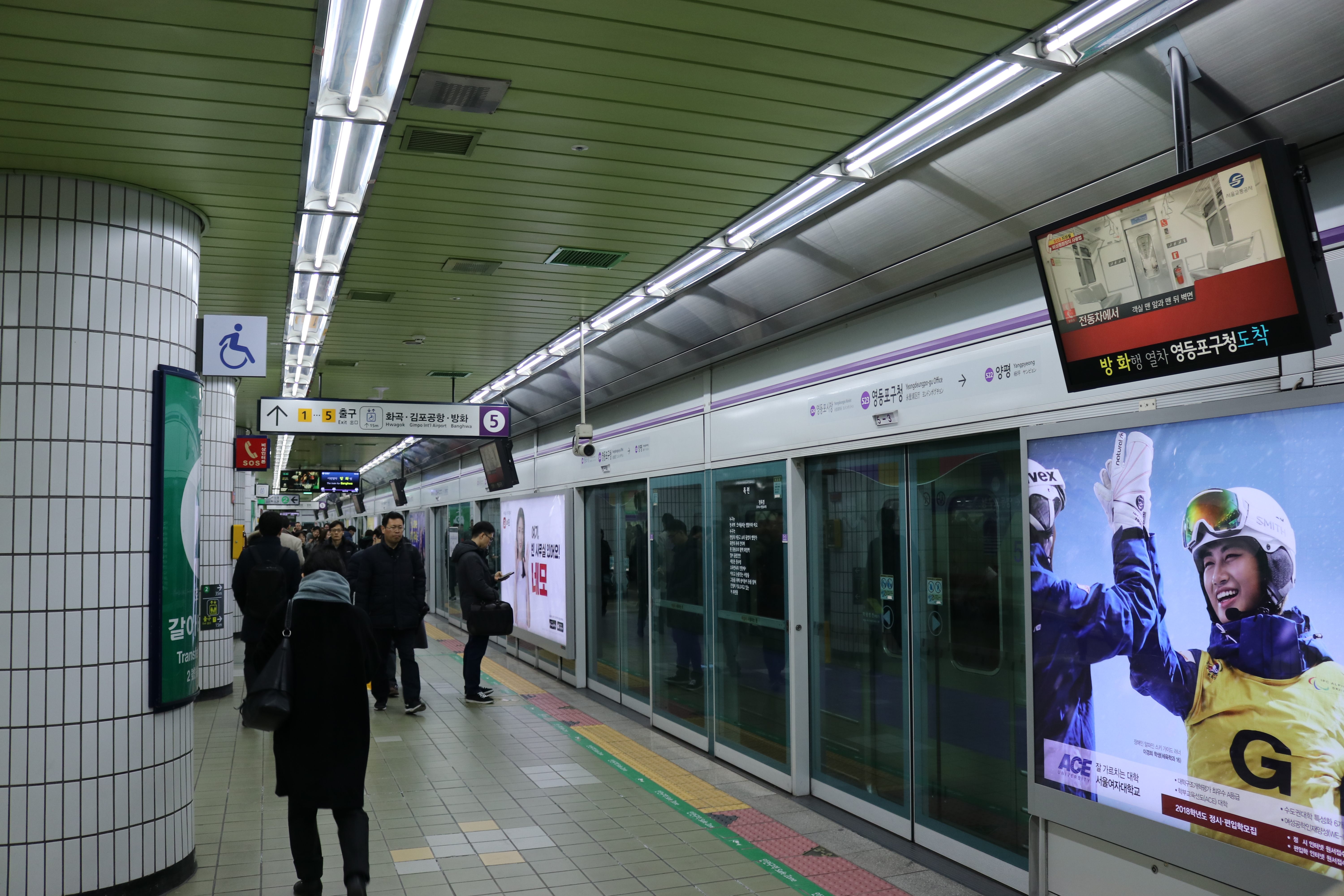
En 2018.

### Intermodalité
Des arrêts de bus urbains sont situés à proximité de certains accès.

## À proximité
Elle dessert notamment des administrations.